# 그리고 삶은 계속된다
《그리고 삶은 계속된다》(Zendegi Edame Darad, And Life Goes On...)는 이란에서 제작된 압바스 키아로스타미 감독의 1991년 드라마 영화이다. 파해드 커라드먼드 등이 주연으로 출연하였다. 1992년 칸 영화제의 주목할만한 시선 부문에 상영되었다. 키아로스타미 감독의 코케르 삼부작 중 두 번째 작품이다.

## 출연

### 주연
- 파해드 커라드먼드
- 부바 베이여

## 같이 보기
- 다큐픽션